# Parafia św. Izydora w Riverhead
Parafia św. Izydora w Riverhead (ang. St. Isidore's Parish) – parafia rzymskokatolicka położona w Riverhead, w hrabstwie Suffolk, stanu Nowy Jork, Stany Zjednoczone.
Jest ona wieloetniczną parafią w diecezji Rockville Centre, z mszą św. w j. polskim dla polskich imigrantów.
Ustanowiona w 1903 roku i dedykowana św. Izydorowi.

## Nabożeństwa w j. polskim
- Niedziela – 10:30

## Szkoły
- St. Isidore School